# Bestuurlijke indeling van Italië

Kaart van de 20 regio's van Italië

De bestuurlijke indeling van Italië bestaat naast de centrale overheid uit drie bestuurslagen:
- de Regio (Regione), 20 in totaal, waaronder
  - de Autonome regio (Regione Autonoma), 5 in totaal: Sicilië, Sardinië, Aostadal, Trentino-Zuid-Tirol en Friuli-Venezia Giulia
- de Provincie (Provincia), 95 in totaal, en Metropolitane stad (Città metropolitane), 14 in totaal
- de Gemeente (Comune), met als onderverdeling de fractie (Frazione)

Deze bestuurslagen hebben hun eigen volksvertegenwoordiging en bestuursorganen. 
De autonome regio Aostadal is niet onderverdeeld in provincies.
| Overzicht van de bestuurlijke indeling van Italië | Overzicht van de bestuurlijke indeling van Italië | Overzicht van de bestuurlijke indeling van Italië | Overzicht van de bestuurlijke indeling van Italië |
| ------------------------------------------------- | ------------------------------------------------- | ------------------------------------------------- | ------------------------------------------------- |
| Regione                                           | Provincia                                         | Provincia                                         | Comune                                            |
| Regione                                           | Città metropolitane                               | Città metropolitane                               | Comune                                            |
| Regione Autonoma                                  | Provincia                                         | Provincia                                         | Comune                                            |
| Regione Autonoma                                  | Città metropolitane                               | Città metropolitane                               | Comune                                            |
| Regione Autonoma                                  | Provincia Autonoma                                | Provincia Autonoma                                | Comune                                            |
| Regione Autonoma                                  | Regione Autonoma                                  | Regione Autonoma                                  | Comune                                            |